# Rhodos (Stadt)
Rhodos (griechisch Ρόδος Rodos (f. sg.), osmanisch bis 1912 Rodos, italienisch 1912–1947 Rodi) ist eine Stadt an der Nordspitze der gleichnamigen griechischen Insel Rhodos. Sie ist seit der Verwaltungsreform 2010 Verwaltungssitz der Gemeinde Rhodos (Δήμος Ρόδου Dímos Ródou) und bildet dort den gleichnamigen Gemeindebezirk Rhodos (Δημοτική Ενότητα Ρόδου Dimotikí Enótita Ródou). Sie besteht aus einer modernen Neustadt und einer Altstadt, die vollständig von einer Stadtmauer umgeben ist. Über der Stadt finden sich auf dem Monte Smith die Reste einer 
antiken burgähnliche Anlage (Akropolis). Es gibt zwei Häfen. Am Eingang des antiken Mandraki-Hafens stand angeblich der Koloss von Rhodos. Im Jahr 2011 hatte die Stadt 50.636 Einwohner.

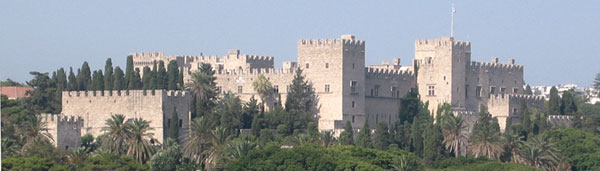
Großmeisterpalast in der italienischen Rekonstruktion um 1939

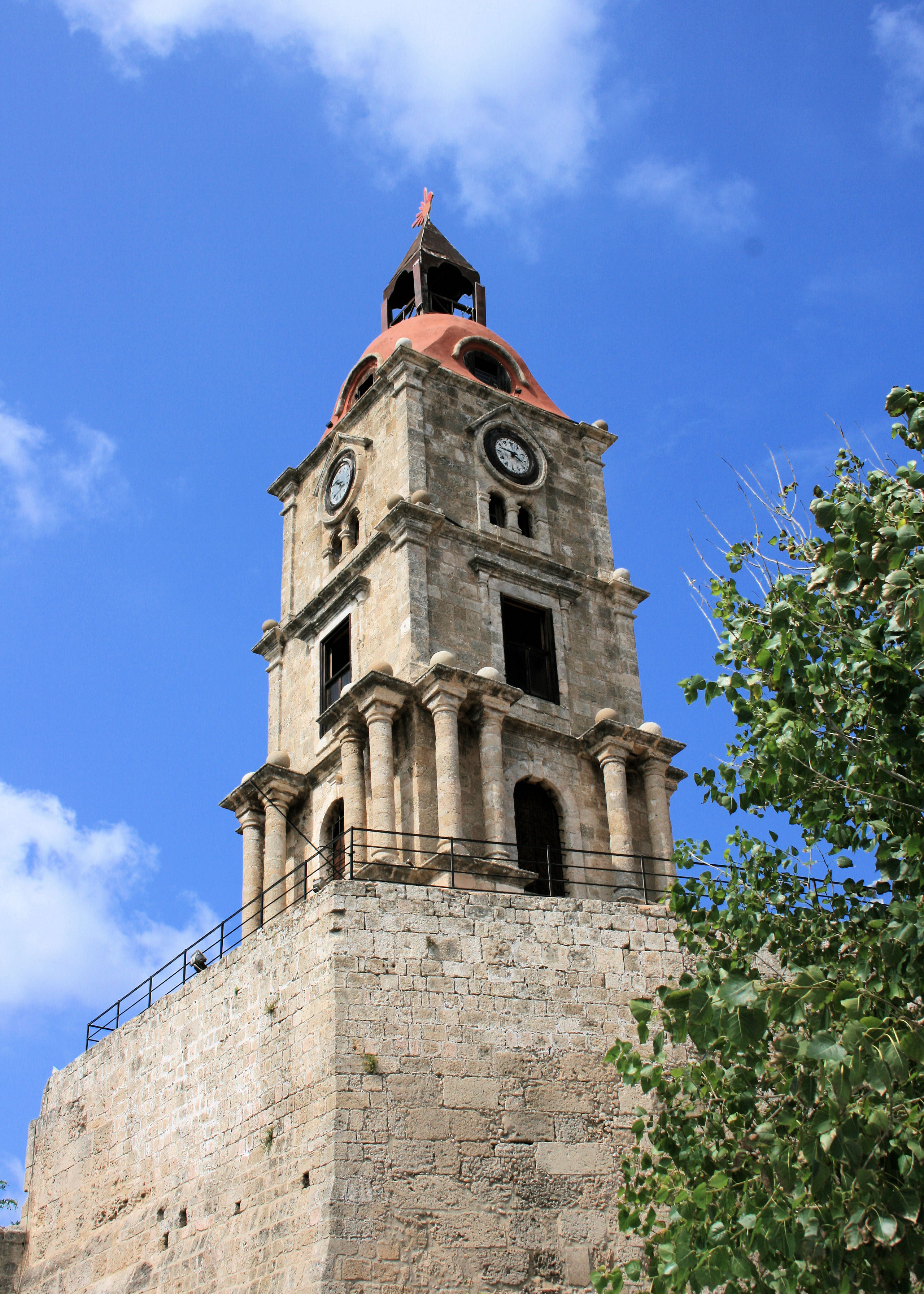
Der Uhrturm bietet einen Stadtüberblick

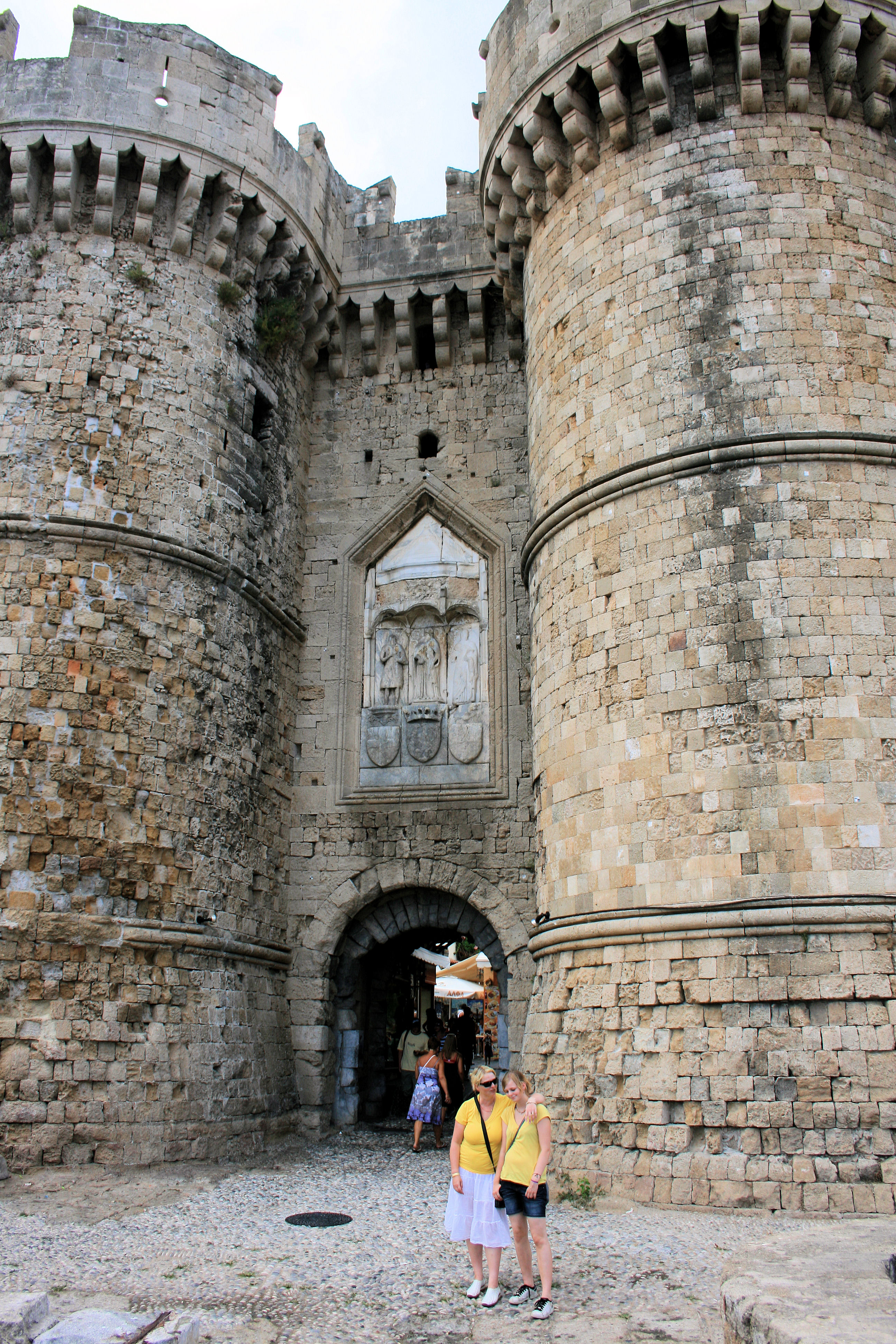
Das Marientor am Hafen

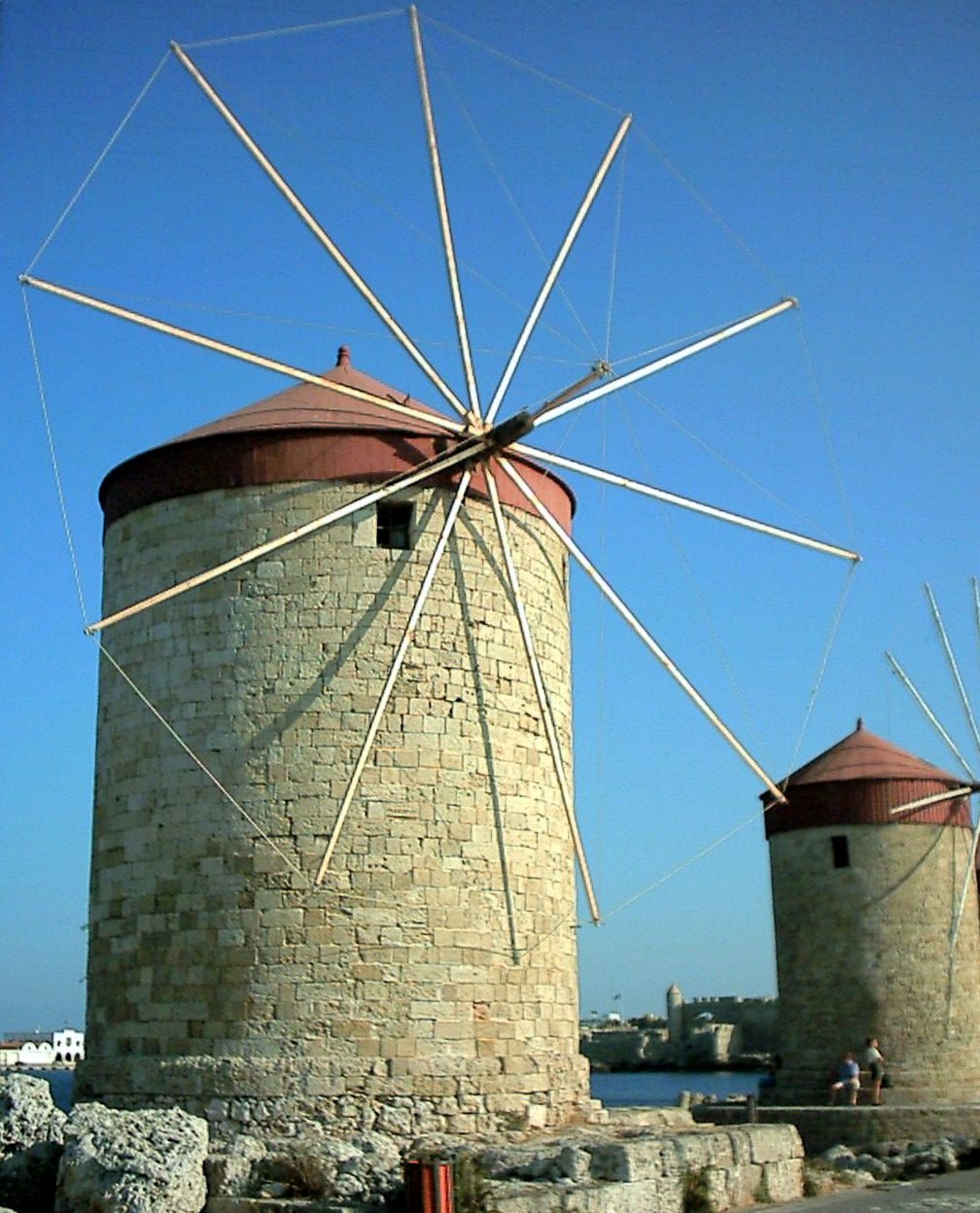
Die Mühlenmole am Handelshafen

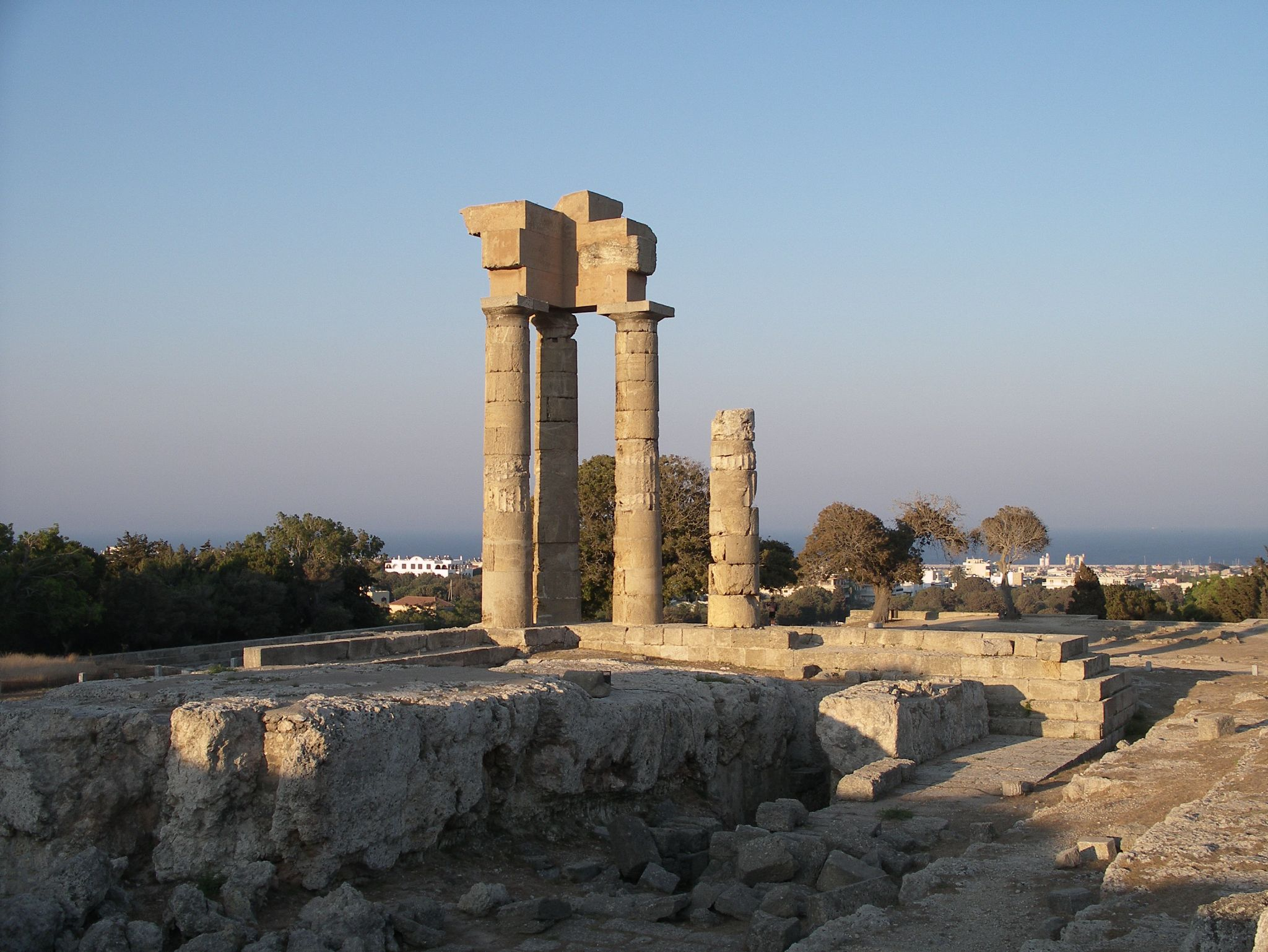
Der Apollontempel auf dem Berg

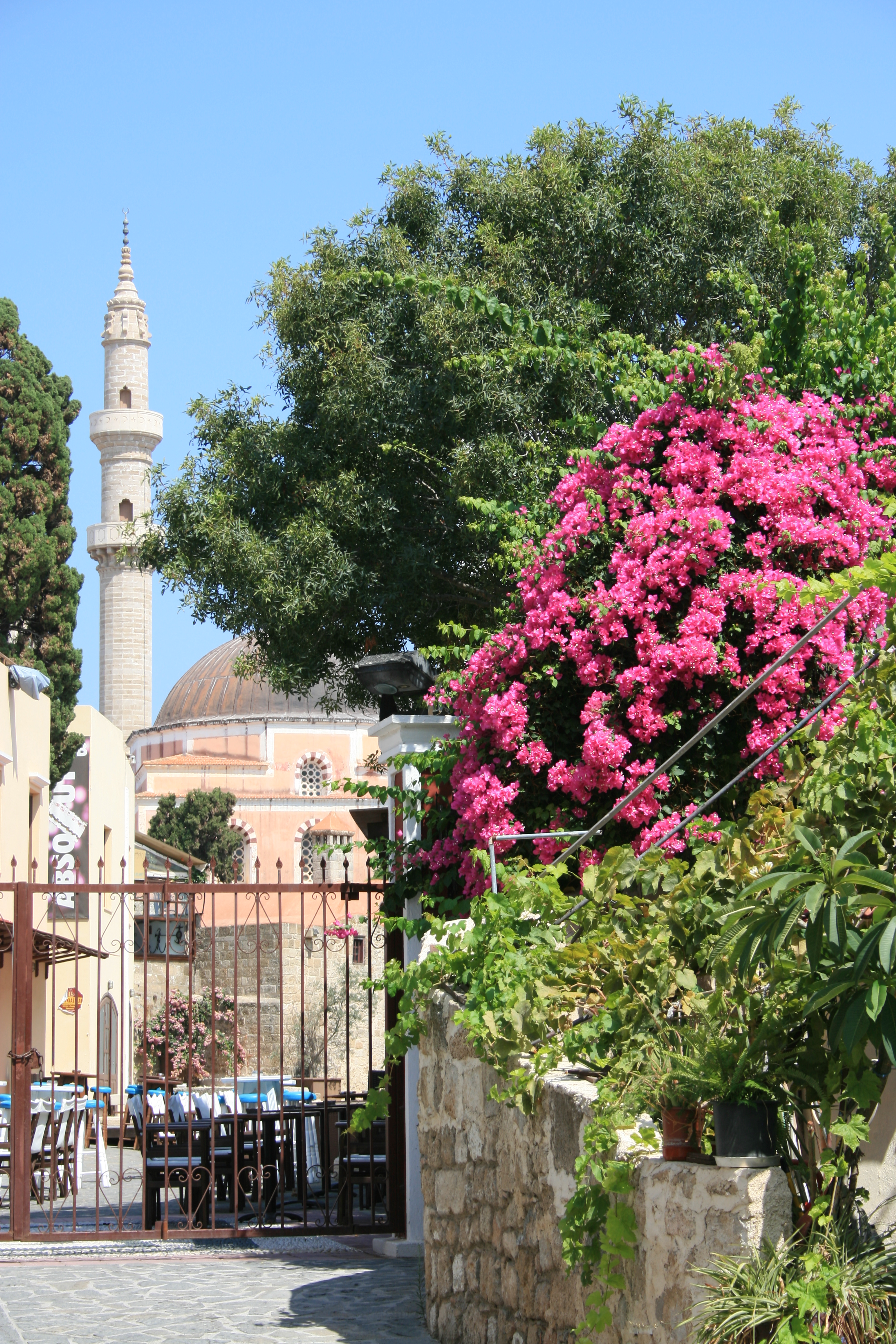
Die Süleyman-Moschee

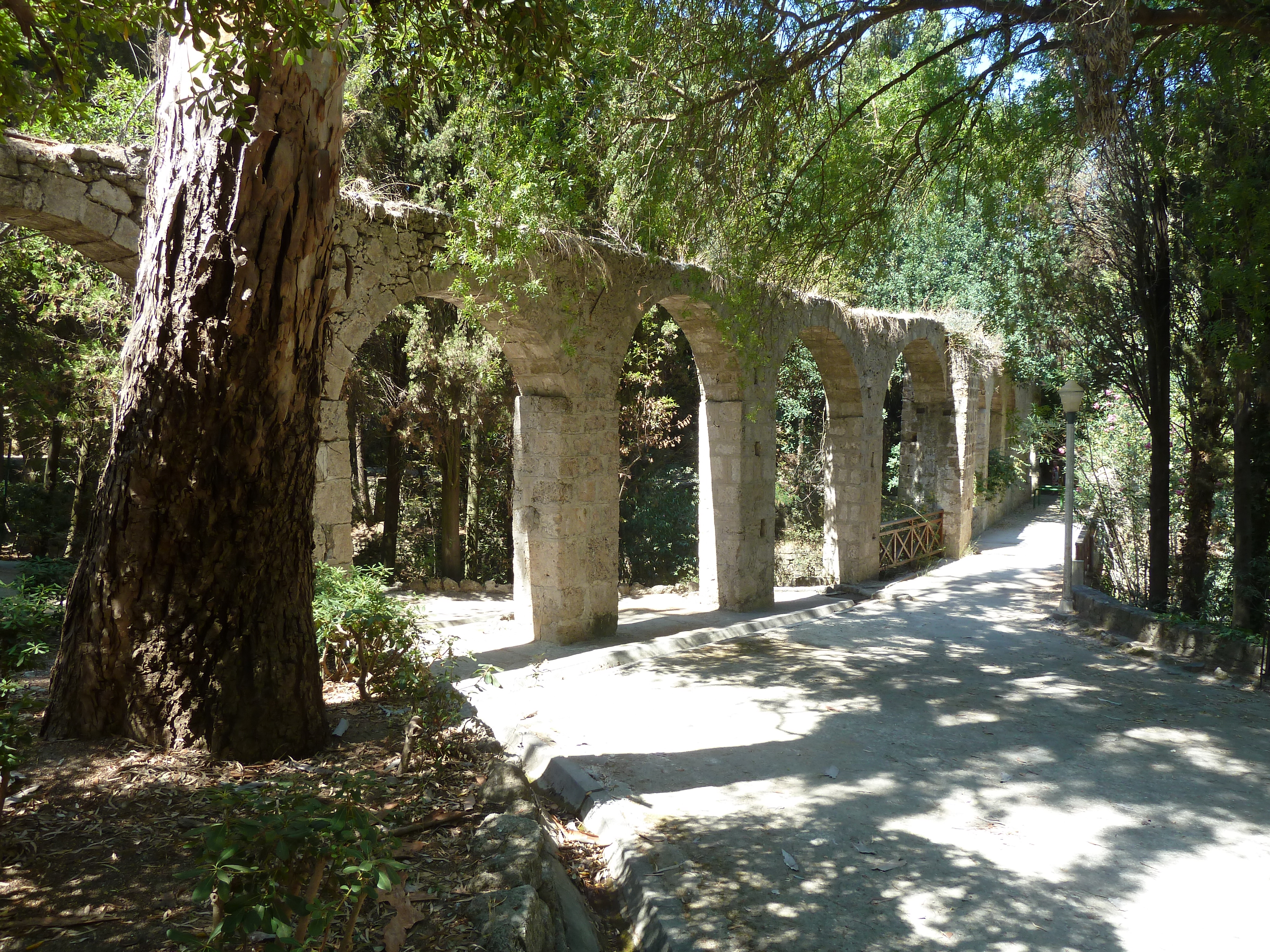
Am südöstlichen Stadtrand: Der Rodini Park

## Geschichte
Die Stadt Rhodos wurde 408 v. Chr. anlässlich des Zusammenschlusses der drei Poleis Ialysos, Kameiros und Lindos als gemeinsame Hauptstadt gegründet. Die Stadt wurde nach den Prinzipien des Stadtplaners Hippodamos als Planstadt mit orthogonalem Straßensystem erbaut. Etwa drei Kilometer vom Zentrum der modernen Stadt Rhodos entfernt, auf dem Monte Smith Hill befindet sich die antike Akropolis von Rhodos, hier liegen die Ruinen der Tempel des Apollon Pythios, der Athena Polias sowie des Zeus Polieus. Außerdem wurden hier ein Stadion und ein kleines nicht überdachtes Odeion aus Marmor errichtet.
Die folgenden drei Jahrhunderte gelten als goldenes Zeitalter von Rhodos. In diese Zeit des erfolgreichen Seehandels fiel auch, nachdem die Stadt 305–304 v. Chr. einer Belagerung durch die Antigoniden trotzte, die Erschaffung des bekanntesten Kunstwerkes der Stadt, des Koloss von Rhodos. Diese Statue stand von etwa 282 bis 226 v. Chr. Das Erdbeben, das in diesem Jahr die Statue umwarf und zerstörte, beschädigte auch weite Teile der Stadt.
164 v. Chr. kam die bis dahin unabhängige Stadt unter römische Verwaltung. Sie galt auch in der Folgezeit noch als Zentrum der Bildung, der Wissenschaft und der Künste.
Zwischen 330 und 650 n. Chr. war Rhodos Teil des Byzantinischen Reiches. Die Stadt war während dieser Zeit Bischofssitz und auch ein wichtiger Militärstützpunkt. Viele Kirchen wurden in dieser Zeit gebaut, darunter mehrere Basiliken. Im siebten Jahrhundert tauchte die arabische Flotte unter Mauawiya erstmals in den Gewässern vor Rhodos auf. Sie eroberte 654 die Stadt und hielt sie bis 678 besetzt. 717 wurde die Insel von den Sarazenen geplündert und 807 durch die arabische Flotte mehrjährig besetzt. In der Folgezeit schrumpfte die Stadt, wurde aber von den wiedererstarkten Byzantinern mit Mauern befestigt. Über diese Zeit gibt es nur wenige schriftliche Berichte.
Im Jahr 1082 errichteten die Venezianer eine erste Handelsstation auf der Insel, was zur erneuten Steigerung des Ansehens und verlorenen Wohlstands führte.
Infolge des Vierten Kreuzzuges 1204 fiel die Stadt an die Franken, 1278 konnten die Byzantiner kurzfristig die Kontrolle über Stadt und Insel zurückerlangen. Ab 1306 bemächtigte sich der Orden der Johanniter der Insel. Die Stadt Rhodos fiel nach längerer Belagerung 1309 während der Amtszeit des Großmeisters Fulko von Villaret. Der Orden verlegte sein Hauptquartier in die Stadt und wurde zu einer der beherrschenden Kräfte des östlichen Mittelmeeres. Rhodos gedieh und wuchs unter dieser Regierung wieder. Die Ritter verstärkten und erweiterten die Befestigungsanlagen der Stadt kontinuierlich. Zwischen 1421 und 1431 wurde zur Verstärkung der mittelalterlichen Stadtmauer die St.-Georgs-Bastion errichtet, die um 1550 nach Plänen des Baumeisters Basilio della Scuola verstärkt wurde. Unter dem Großmeister Zacosta wurde zwischen 1464 und 1467 an der Mole des Mandraki-Hafens die eigenständige St.-Nikolaus-Festung als zusätzlicher Schutz der Flotte des Ordens errichtet. Der Johanniterorden errichtete auch zahlreiche Kirchen, den Großmeisterpalast und zwei Hospitäler, darunter 1392 die Hospiz St. Katharina. 1507 entstand im Zentrum des mittelalterlichen Marktes die „Kastellania“, ein Gebäude, das als Strafgerichtshof der Ordensritter fungierte. Der Seehandel war trotz andauernder Konflikte mit den Osmanen und Mamluken eine einträgliche Einkommensquelle für die Stadt. Das meiste Wissen über diese Zeit stammt aus dem sehr sorgfältig geführten Archiv der Ordensritter, das heute in der Nationalbibliothek von Malta aufbewahrt wird.
Die Stadtfestung hielt 1444 einer Belagerung durch die Mamluken und 1480 einer Belagerung durch die Osmanen stand.
Die letzte Belagerung von Rhodos durch die Osmanen begann am 26. Juni 1522 und endete am 1. Januar 1523 mit dem Abzug der Johanniter von der Insel. Die Eroberer vertrieben die christliche, griechische Bevölkerung aus der befestigten Stadt und errichteten Moscheen, Badehäuser und großzügige Wohnhäuser. Viele Gebäude wurden erhalten und dem Geschmack und den Gewohnheiten der neuen Bewohner angepasst. In der Folgezeit verlor Rhodos seine Bedeutung als internationaler Handelsplatz und war vor allem Warenumschlagplatz für den Handel auf der Insel. Im 19. Jahrhundert erschütterten mehrere Erdbeben die Stadt, und es kam zu Seuchen. Diese äußeren Katastrophen fielen in eine Zeit des Niedergangs des Osmanischen Reiches, und die Stadt mit ihren Gebäuden litt unter Vernachlässigung.
Im Italienisch-Türkischen Krieg eroberten die Italiener 1912 auch die Insel Rhodos, 1923 errichteten sie die sogenannte Kolonie Italienische Ägäis-Inseln. In der Stadt Rhodos zerstörten die Italiener alle Gebäude, die in der osmanischen Zeit auf oder an die Stadtmauern gebaut worden waren. Sie restaurierten oder rekonstruierten viele Gebäude aus der Ritterzeit, insbesondere den Großmeisterpalast. Auch wurde die Infrastruktur der Stadt unter italienischer Herrschaft modernisiert und erweitert. Die Stadt, insbesondere die Neustadt, wurde nach damals geltenden stadtplanerischen Gesichtspunkten wesentlich verändert.
1938 traten auch in Rhodos die italienischen Rassengesetze in Kraft. Doch erst die Entwaffnung der Italienischen Truppen durch deutsche  Besatzer 1943 führte zur Vernichtung der Juden. Im Juli 1944 wurden die jüdischen Bewohner nach Auschwitz deportiert. Einige Familien konnten, von Konsul Selahattin Ülkümen mit türkischen Papieren versehen, in die Türkei gerettet werden. 1947 fiel die Insel an Griechenland. 1960 wurde die gesamte mittelalterliche Innenstadt von Rhodos vom griechischen Kulturministerium unter Denkmalschutz gestellt.

## Altstadt
Die Altstadt, die seit 1988 zum Weltkulturerbe der UNESCO gehört, liegt zum Teil auf einem Hügel und ist von einer vier Kilometer langen Festungsmauer umgeben, die bis an den Hafen reicht. Am höchsten Punkt der Altstadt liegt der Großmeisterpalast des Johanniterordens (von 1937 bis 1940 von den Italienern wieder aufgebaut), der heute ein Museum beherbergt, in dem römische und griechische Skulpturen ausgestellt sind sowie zahlreiche Mosaiken, die unter der italienischen Besatzung ihren Weg von Kos nach Rhodos fanden. Die touristisch geprägte Odos Sokratou (Sokratesstraße) verbindet die Süleyman-Pascha-Moschee mit der Platia Ippokratou. Gegenüber der Moschee befindet sich die türkische Bibliothek. An die Platia Ippokratou, in deren Mitte sich ein Eulenbrunnen befindet, grenzt der Platz der jüdischen Märtyrer mit einer mehrsprachigen Säule zur Erinnerung an die Deportierten und dem Seepferdchenbrunnen. Südwestlich der Sokratou erstreckt sich das Türkenviertel mit schmalen Gassen, Moscheen, kleinen Plätzen und einem türkischen Bad.

## Verkehr
Von Rhodos-Stadt aus führen zahlreiche Busverbindungen auf die ganze Insel. Schiffsverkehr besteht zu den Inseln Symi und Tilos sowie zum türkischen Festland. Der Hafen heißt Rhodos-Mandraki, der in der italienischen Zeit außerdem als Wasserflugplatz Rhodos-Mandracchio genutzt wurde.

## Museen
- Großmeisterpalast
- Archäologisches Museum im ehemaligen Ordenshospital
- Museum für dekorative Kunst im selben Gebäude
- Byzantinisches Museum in der Marienkirche Panagia tou Kástrou
- Museum für moderne griechische Kunst in drei auseinanderliegenden Gebäuden, aber einem Eintrittspreis
- Aquarium Rhodos

## Sakrale Bauwerke
(Auswahl)
Die Namen in Klammern entsprechen der Bezeichnung als Moschee unter osmanischer Herrschaft.
Orthodoxe Kirchen:
- Verkündigungskathedrale (griechisch Μητροπολιτικού Ναού του Ευαγγελισμού της Θεοτόκου Mitropolitikoú Naoú tou Evanggelismoú tis Theotókou) aus der italienischen Zeit als Sitz des Metropoliten von Rhodos
- Agios Fanourios, aus dem 13. Jahrhundert (aktive Pfarrkirche)
- Agios Panteleimon, zweite Hälfte des 15. Jahrhunderts (aktive Pfarrkirche)
- Panagia tou Bourgou, erste Hälfte des 14. Jahrhunderts (Ruine)
- Panagia tis Nikis aus dem 15. Jahrhundert (Ruine)
- Panagia tou Kastrou aus dem 11. Jahrhundert (dient heute als Ausstellungsraum)
- Agia Triada an der Ippoton-Strasse (Khan Zade Mescidi), zweite Hälfte des 14. Jahrhunderts
- St. Johann im Chollachium (Ruine)
- Agios Georgios (Chourmali mesjid), aus dem 14. Jahrhundert
- Agios Nikolaos, aus dem 14. Jahrhundert
- Agia Kyriaki (Barasani mesjid), zweite Hälfte des 15. Jahrhunderts
- Agia Ekaterini (Ilk Michrab), aus dem 14. Jahrhundert
- Agia Triada im jüdischen Viertel (Dolapli mesjid), aus dem 15. Jahrhundert, ehemalige Metropolitenkirche von Rhodos
- Agios Spyridon (Kavakly mesjid), aus dem 11. Jahrhundert

Katholische Kirchen:
- Franz-von-Assisi-Kathedrale, Katholische Kathedrale von Rhodos, erbaut 1936/1939
- Kirche Unserer Lieben Frau vom Sieg („Santa Maria“) in Rhodos Stadt
- Heilig-Kreuz-Kapelle in Rhodos Stadt
- Herz-Jesu-Kapelle in Rhodos Stadt
- Johannes-der-Täufer-Kapelle in Rhodos Stadt (Brüder der christlichen Schulen)

Moscheen:
- Ibrahim Pascha Moschee, gebaut 1540–1541 (noch heute aktive Moschee)
- Sultan Mustafa Moschee, gebaut 1764–1765 (noch heute aktive Moschee)
- Süleyman-Pascha-Moschee, aus dem 16. Jahrhundert
- Mehmet Aga Moschee, aus dem 18. Jahrhundert
- Sindrivan Moschee, gebaut 1888
- Retzep Pascha Moschee, gebaut 1588
- Murat Reis Moschee, mit gut erhaltenem islamischem Friedhof und dem Mausoleum von Murat Reis dem Admiral von Süleyman I.

Synagoge:
- Kahal Shalom, gebaut 1577 (sowie fünf weitere nicht mehr erhaltene Synagogen)

## Städtepartnerschaften
- Ávila, Spanien
- Conches-en-Ouche, Frankreich
- Greece, New York, USA
- Jalta, Ukraine
- Palma, Spanien
- Limassol, Zypern
- Perth, Australien
- Puebla, Mexiko
- Rhode Island, USA
- Roses, Spanien
- Valletta, Malta
- Visby, Schweden

Für die erfolgreiche Arbeit erhielt Rhodos den „Golden Star“-Preis der Europäischen Union.
Darüber hinaus hat Rhodos formale Abkommen über Zusammenarbeit mit den Städten Athen, Olymbos und Muğla geschlossen.

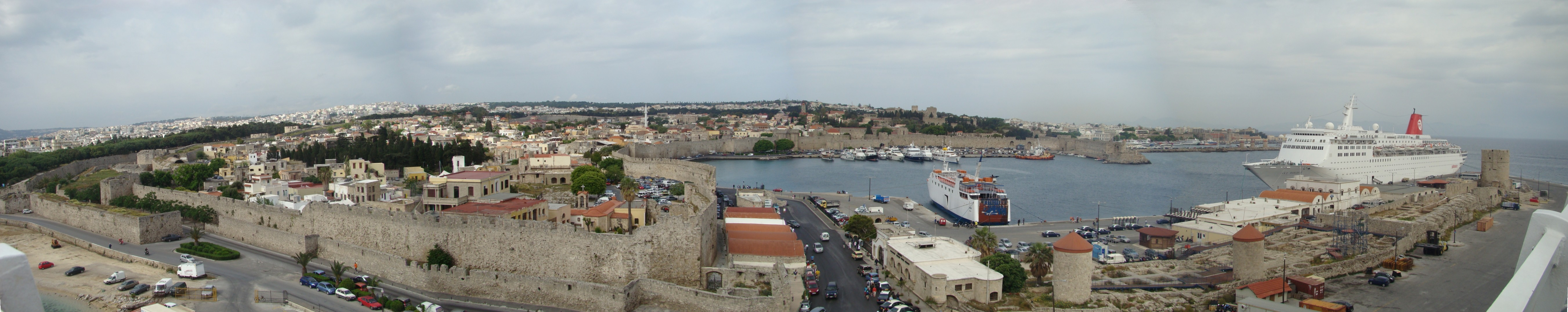
Sicht vom Hafen, links das Judenviertel, in der Mitte das Türkenviertel, rechts das Ritterviertel mit dem Großmeisterpalast

## Persönlichkeiten
- Antisthenes von Rhodos, antiker griechischer Geschichtsschreiber
- Geminos von Rhodos, Astronom
- Hipparchos (Astronom) (* um 190 v. Chr.–um 120 v. Chr.)
- Athanodoros von Rhodos, Bildhauer
- Chares von Lindos, Bildhauer
- Aristokles (Sohn des Nikomachos), Bildhauer
- Protogenes, Maler
- Eudemos von Rhodos (um 370 v. Chr.–um 300 v. Chr.), Philosoph
- Panaitios von Rhodos (um 180 v. Chr.–um 110 v. Chr.), Philosoph
- Poseidonios (135 v. Chr.–51 v. Chr.), Philosoph
- Kallixeinos von Rhodos, Schriftsteller
- Guillaume Caoursin (um 1430–1501), Schriftsteller
- Andronikos von Rhodos, Philosoph
- Leonidas von Rhodos, Sportler
- Memnon von Rhodos († 333 v. Chr.), Feldherr
- Mentor von Rhodos (um 385 v. Chr.–340 v. Chr.), Feldherr
- Diagoras von Rhodos († angeblich 448 v. Chr.), Sportler
- Dorieus (Rhodos) (um 450 v. Chr.–395 v. Chr.), Sportler
- Kallipatira, Sportfan
- Kastor von Rhodos, Geschichtsschreiber
- Sosikrates von Rhodos (um 200 v. Chr.–um 128 v. Chr.), Geschichtsschreiber
- Mentesche, türkischer Fürst
- Kapudan Pascha, türkischer Gouverneur
- Zenon von Rhodos, Politiker
- Gaius Norbanus († 82/81 v. Chr.), Politiker
- Aristokles aus Rhodos, Redner
- Heraklonas (626–641), Kaiser von Byzanz
- Martina (Byzanz) (um 595–641), Ehefrau eines byzantinischen Kaisers
- Hélion de Villeneuve (um 1270–1346), Großmeister
- Foulques de Villaret († 1327), Großmeister
- Emery d’Amboise († 1512), Großmeister
- Jean de Lastic (1371–1454), Großmeister
- Raymond Berenger († 1374), Großmeister
- Giovanni Battista Orsini (Johanniter) († 1476), Großmeister
- Riccardo Caracciolo († 1395), Großmeister
- Guy de Blanchefort (um 1446–1513), Großmeister
- Philippe de Villiers de l’Isle-Adam (1464–1534), Großmeister
- Christoph der Starke (1449–1493), Sohn des Herzogs von Bayern
- Raphael Soriano (1904–1988), Architekt
- Richard Eaton (1914–1968), Komponist
- Selahattin Ülkümen (1914–2003), türkischer Diplomat
- Jurica Golemac (* 1977), Sportler
- Orestis Raptis (* 1990), Sportler
- Dimitra Patapi (* 1992), Radrennfahrerin

## Bildergalerie

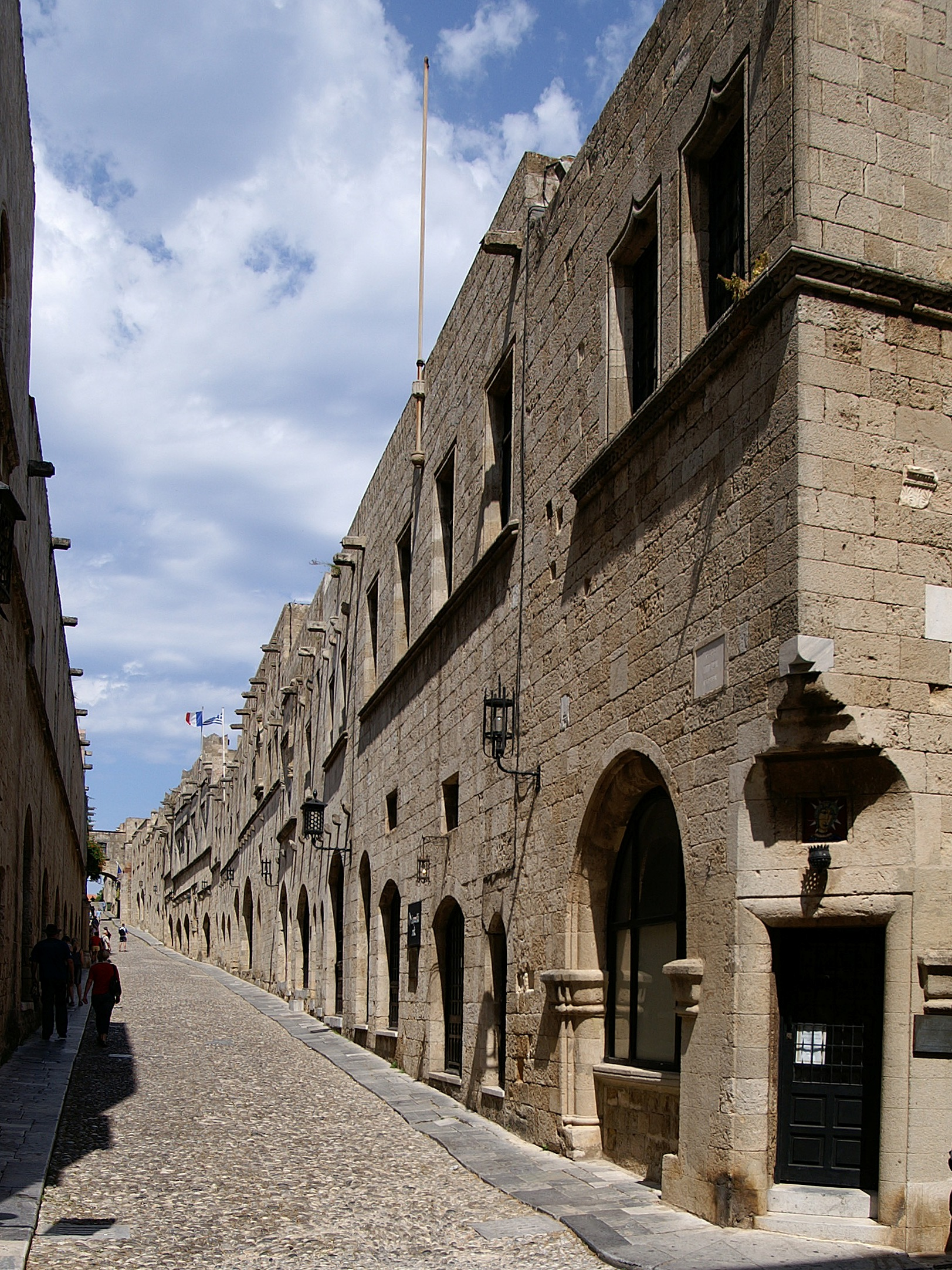
Die Ritterstraße in der Altstadt
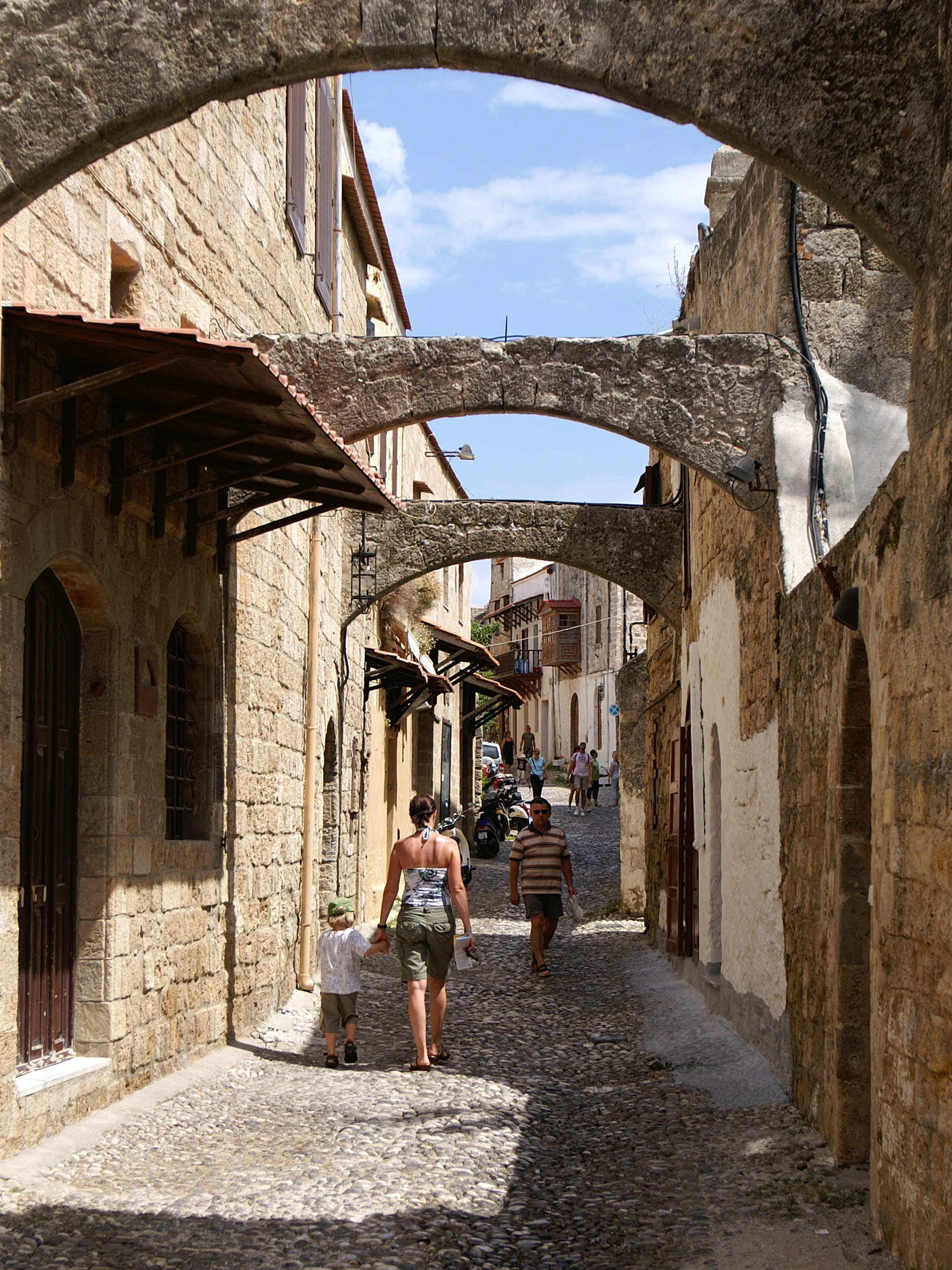
Typische Altstadtgasse
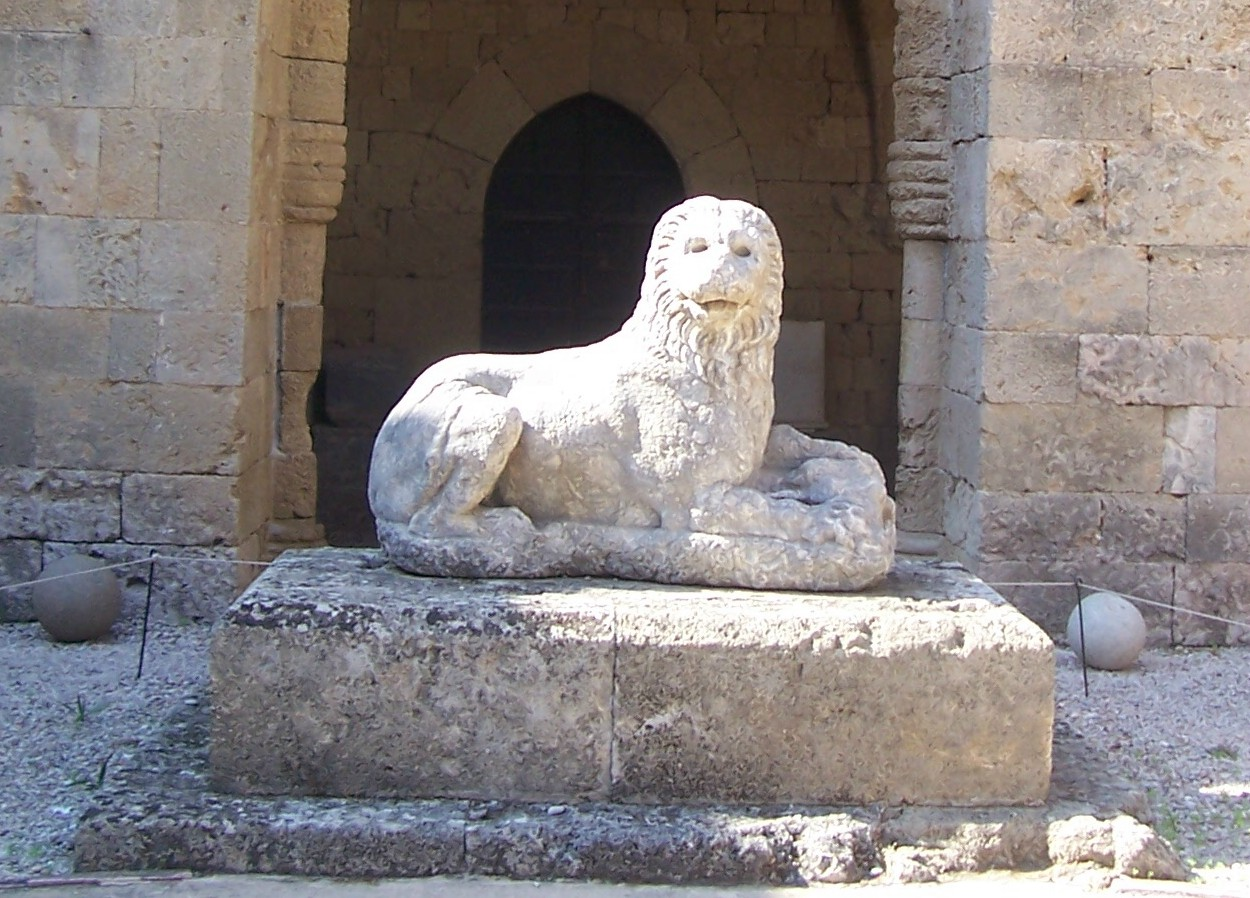
Löwe im Innenhof des Archäologischen Museums der Altstadt
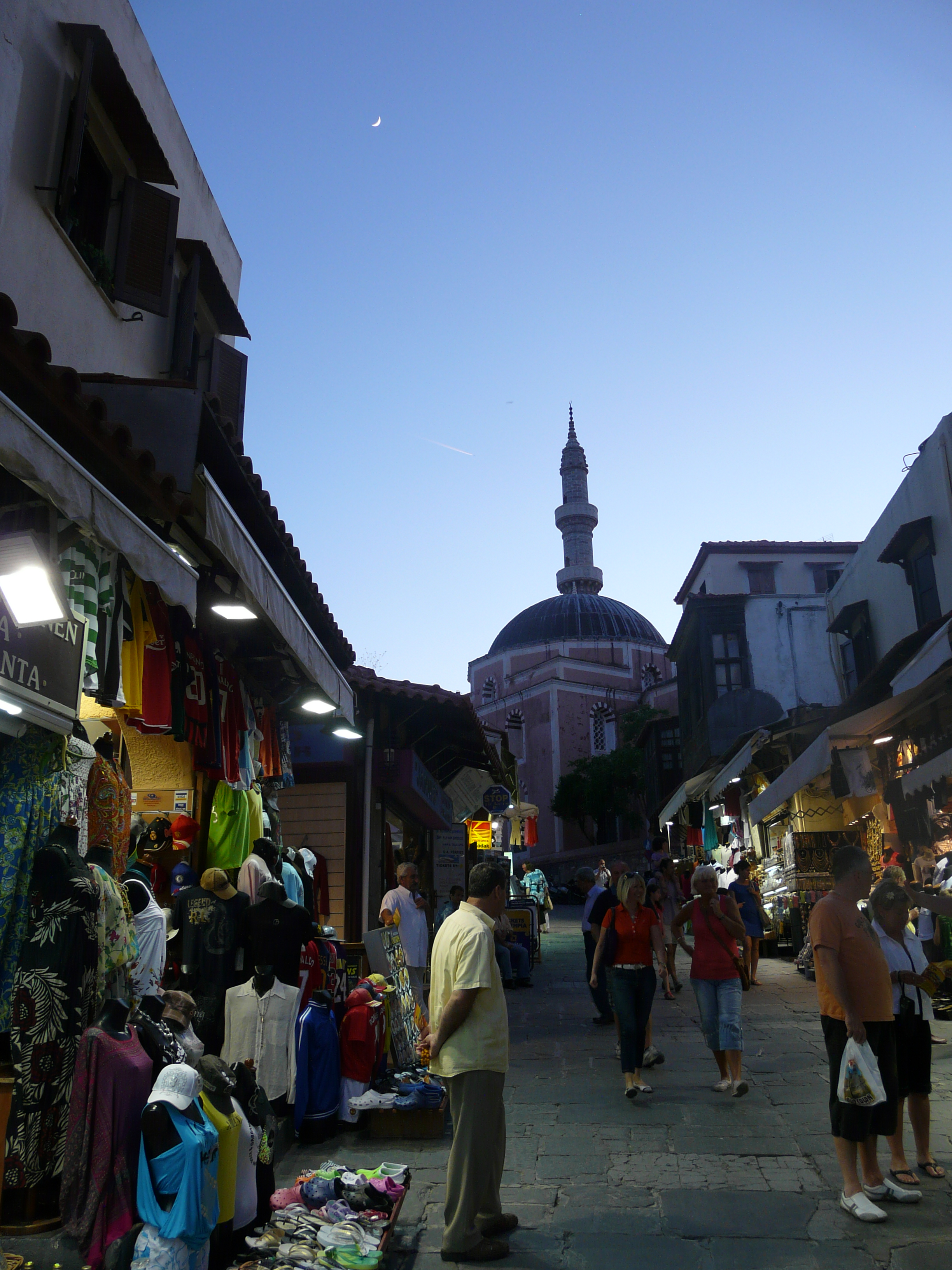
Sokratesstraße mit Süleimann-Moschee im Hintergrund
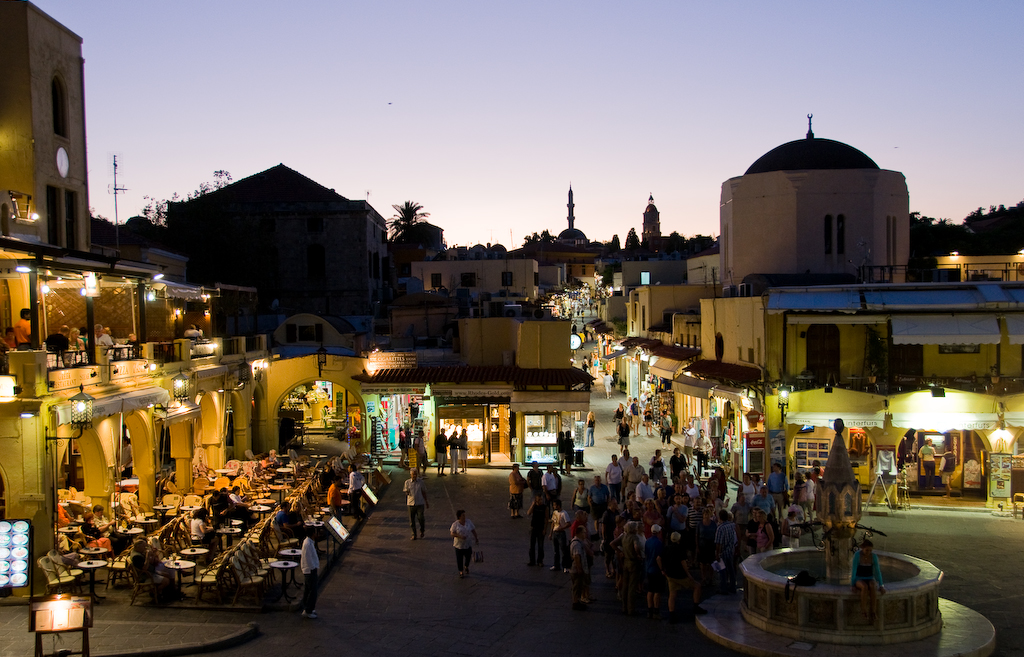
Platia Ippokratu mit Sokratesstraße im Hintergrund
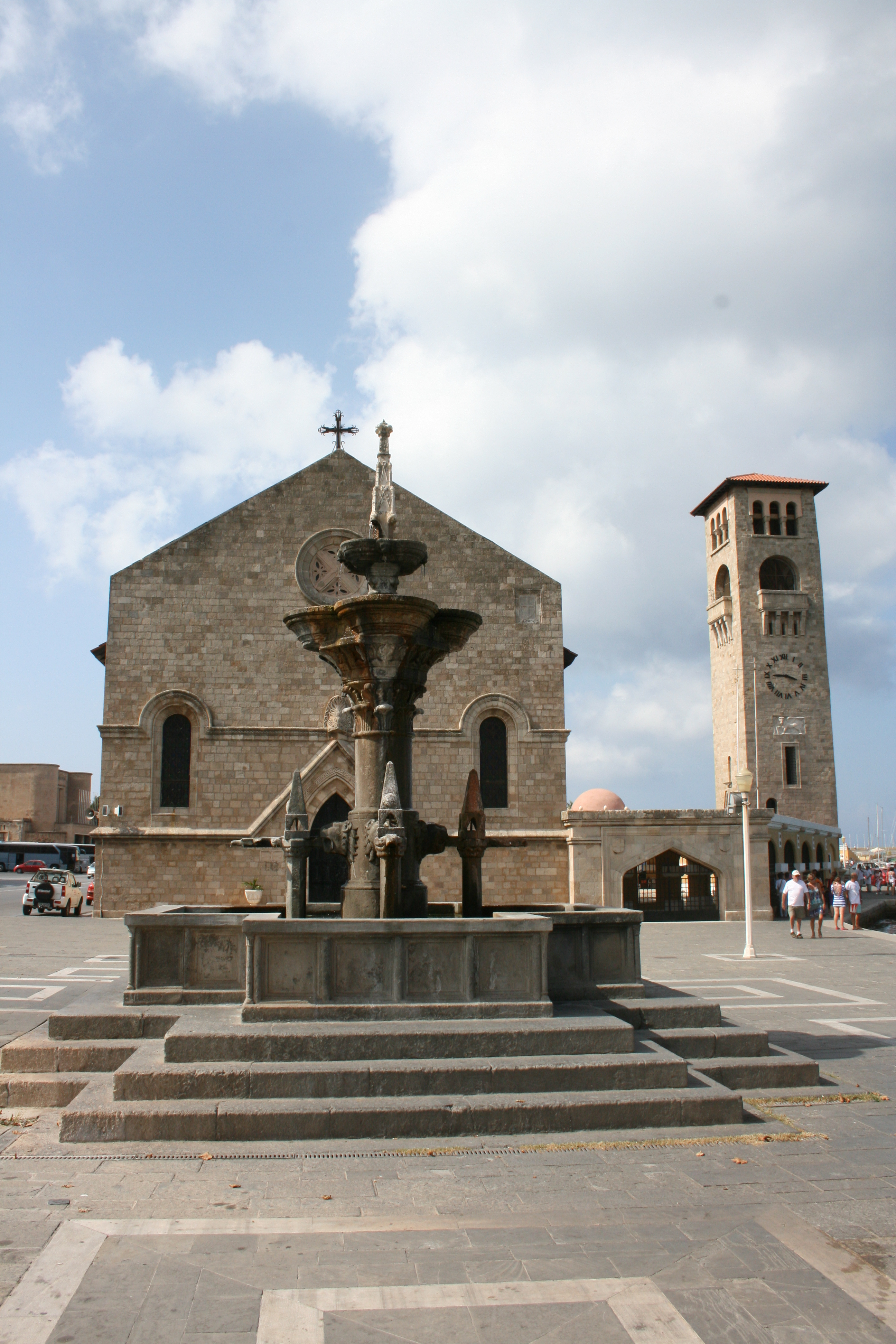
Die Kirche Mitropoli mit Brunnen
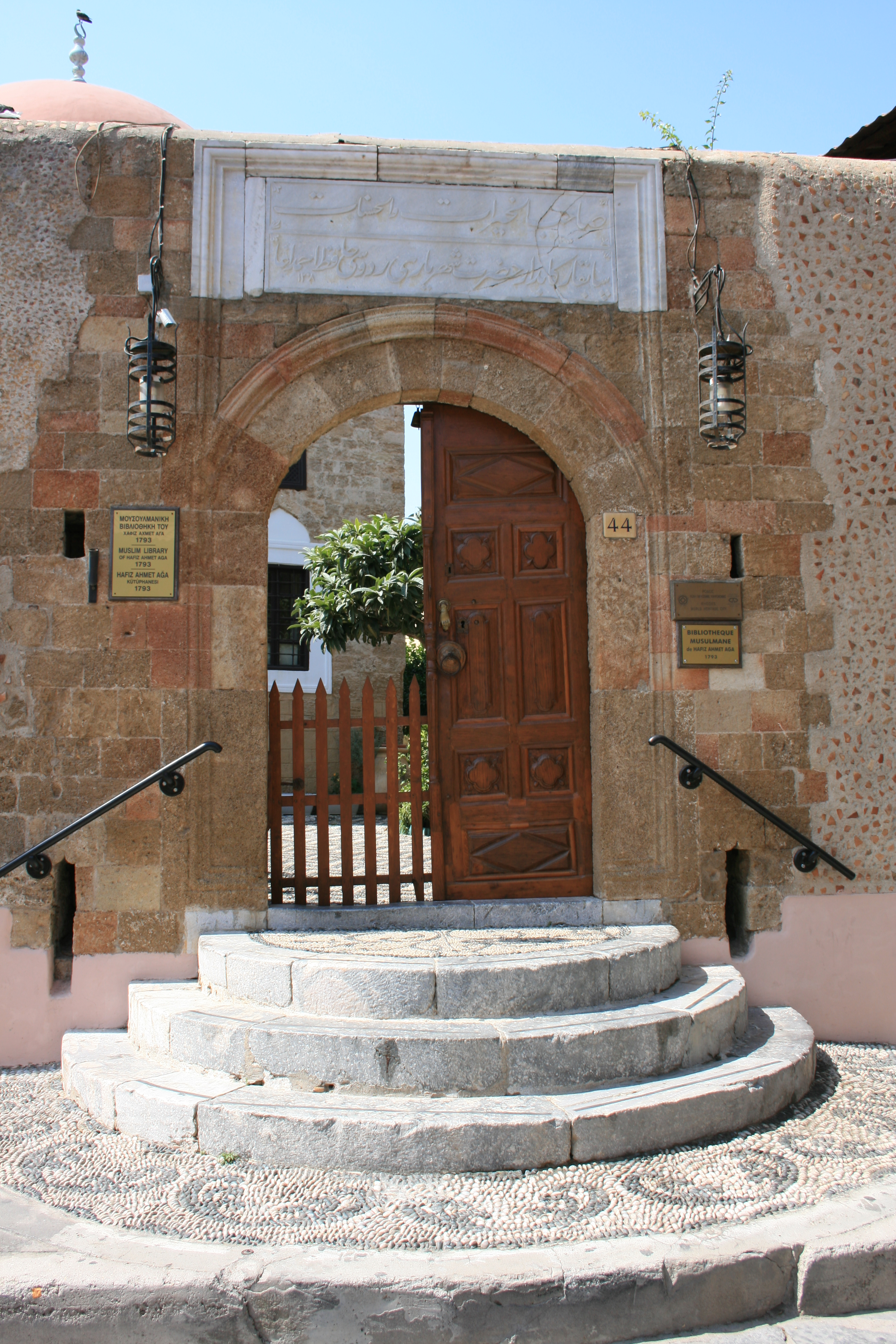
Die islamische Bibliothek von 1793
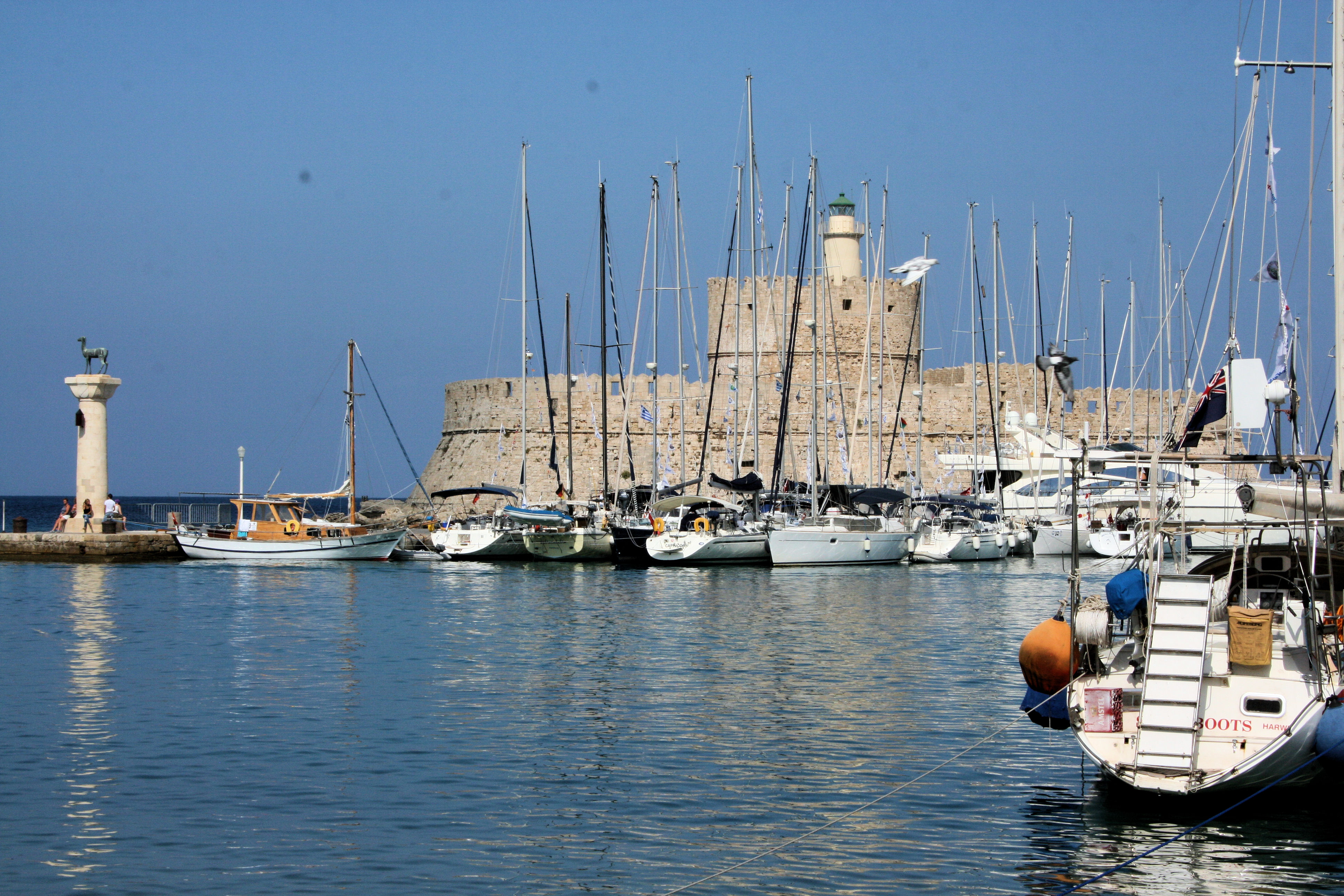
Yachten im Hafen Marina Mandraki mit der Festung Agios Nikolaos Pyrgos und dem Leuchtturm
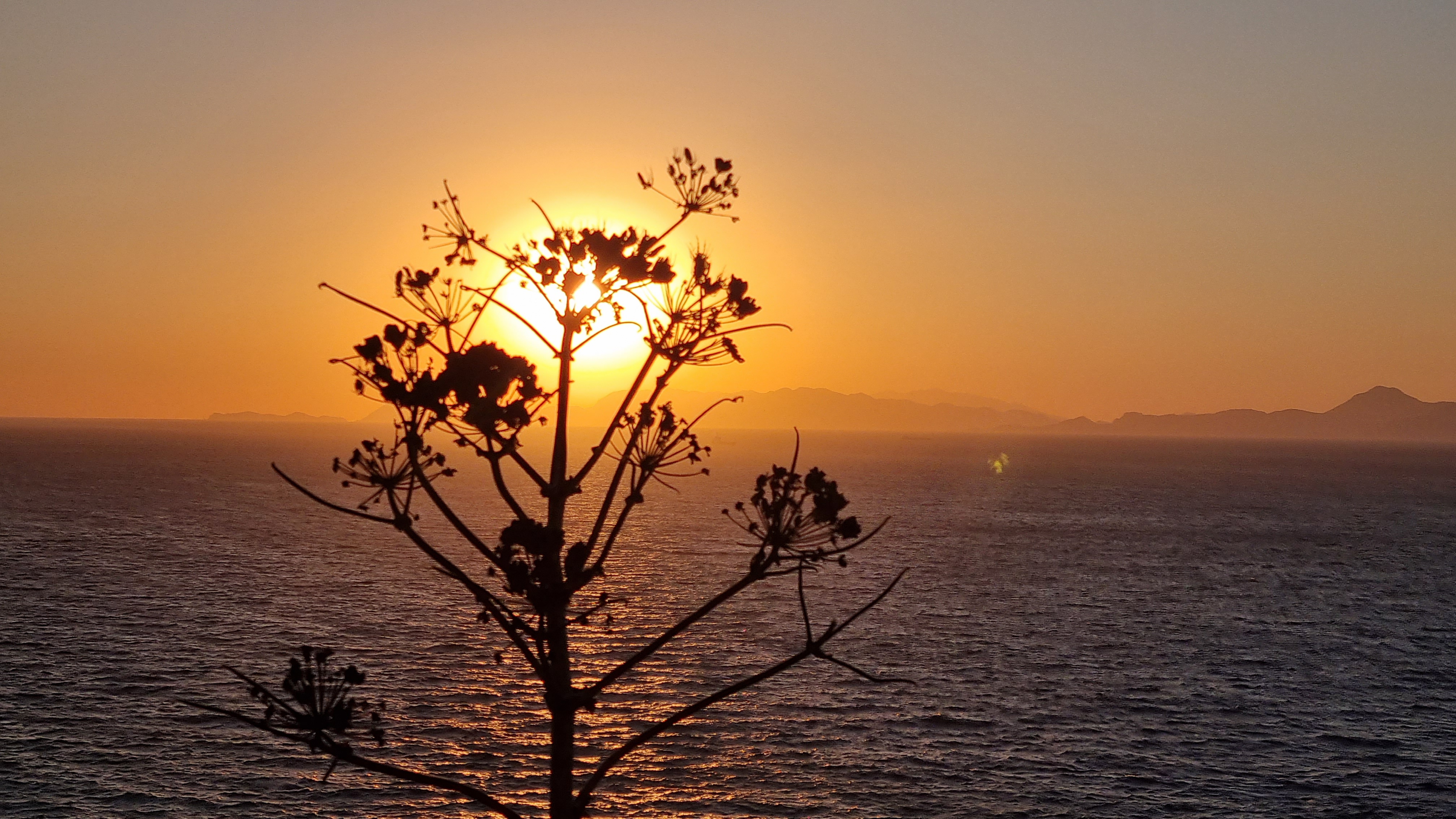
Sonnenuntergang über Rhodos von den Hügeln des Monte Smith. Im Hintergrund die Türkische Küste.